# Diplocephalus connatus
Diplocephalus connatus är en spindelart som beskrevs av Philipp Bertkau 1889. 
Diplocephalus connatus ingår i släktet Diplocephalus och familjen täckvävarspindlar. Utöver nominatformen finns också underarten D. c. jacksoni.